# Hieràpolis de Síria

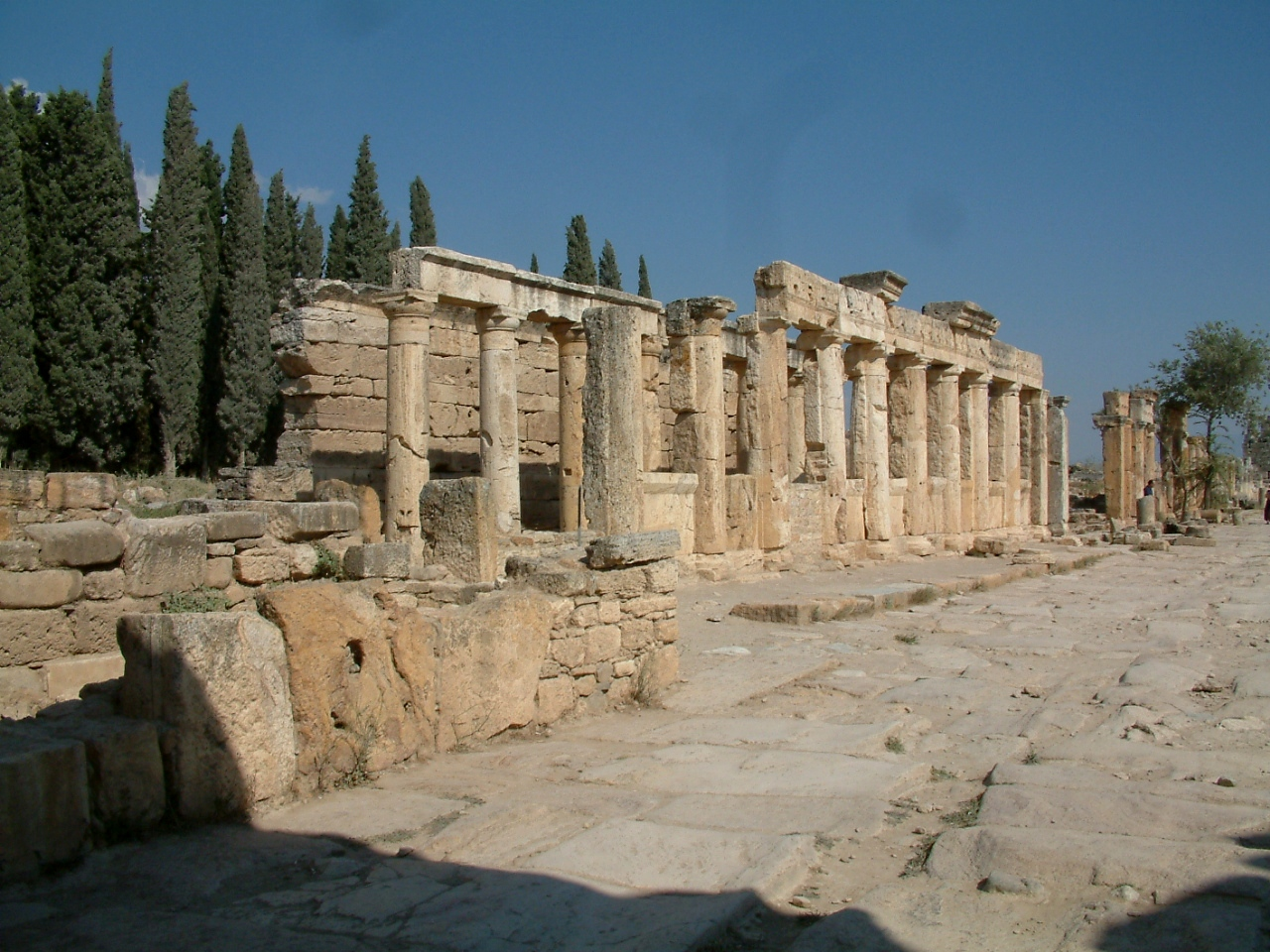
Columnes a Bambyce

Hieràpolis de Síria (en grec antic: Ἱερὰ πόλις, 'ciutat sagrada') era una ciutat de Síria al districte de Cirrèstica, situada a la via entre Antioquia i Mesopotàmia, a 24.000 passes a l'oest de l'Eufrates i a 36.000 passes (uns 50 km) al sud-oest de Zeugma. Segons l'historiador Zòsim, estava a dos dies i mig de viatges des de Berea de Síria i a cinc dies d'Antioquia de l'Orontes.
Hierapolis o Hieropolis, és el nom que es troba a les monedes i el que dona Esteve de Bizanci. Va obtenir el seu nom grec de Seleuc I Nicàtor, segons diu Claudi Elià, i el seu nom anterior, el que li donaven els seus habitants, era Βαμβύκη ('Bambyke'), segons diu Plini el Vell: "Bambycen quae alio nomine Hierapolis vocatur" (Bambyce, que també s'anomena per altre nom Hierapolis). Era la seu principal del culte a la "deessa siriana" Astarte, una personificació dels poders passius de la natura. Probablement la deessa era Atargatis o Dèrceto.
Plini el Vell també l'anomena Mabog i apareix en siríac amb les formes Mundbedj, Manbesja, Manbesjum, Bugúk Munbedj Manbegji i altres. El culte a la dea el va descriure Llucià de Samòsata a l'obra que se li atribueix titulada De Dea Syria, on parla dels sacerdots rodamons que recorrien les grans ciutats amb una imatge de la deessa muntada dalt d'un ase per recollir diners. També en parla Luci Apuleu. No queden ruïnes del temple.
Sota els selèucides, per la seva bona situació entre Antioquia de l'Orontes i Selèucia del Tigris, es va convertir en un gran centre comercial. Estrabó va explicar el pas de les caravanes des de Síria cap a Selèucia i Babilònia. Cras va saquejar el temple de la deessa i es va apoderar dels tresors l'any 53 aC. Segons Plutarc, hi havia tal quantitat de riqueses que van trigar diversos dies en examinar-los i pesar-los.
Constantí el Gran la va fer capital de la nova província Eufratesa. Julià l'Apòstata, abans de travessar l'Èufrates va concentrar totes les seves forces a Hieràpolis. L'emperador va sojornar tres dies a la ciutat, a la casa de Sòpater, un deixeble de Iàmblic de Calcis.
Amb l'establiment del cristianisme, Hieràpolis va recuperar el seu nom antic de Bambice, però va perdre importància i magnificència amb la desaparició del culte ancestral. Buzes, un general de Belisari que comandava la regió quan aquest se'n va absentar, va concentrar les seves forces a Hieràpolis, per aturar les forces del rei sassànida Còsroes I, però només va poder sortir-ne amb vida després de comprometre's a pagar un fort tribut, segons diu l'historiador Procopi. Joan Zonaràs diu que l'emperador Romà IV Diògenes va ocupar la ciutat l'any 1068 en un intent de frenar l'avenç dels turcs.
Queden algunes restes de la ciutat, sobretot del període d'ocupació turca, encara que s'han identificat ruïnes del període grec.